# White pudding

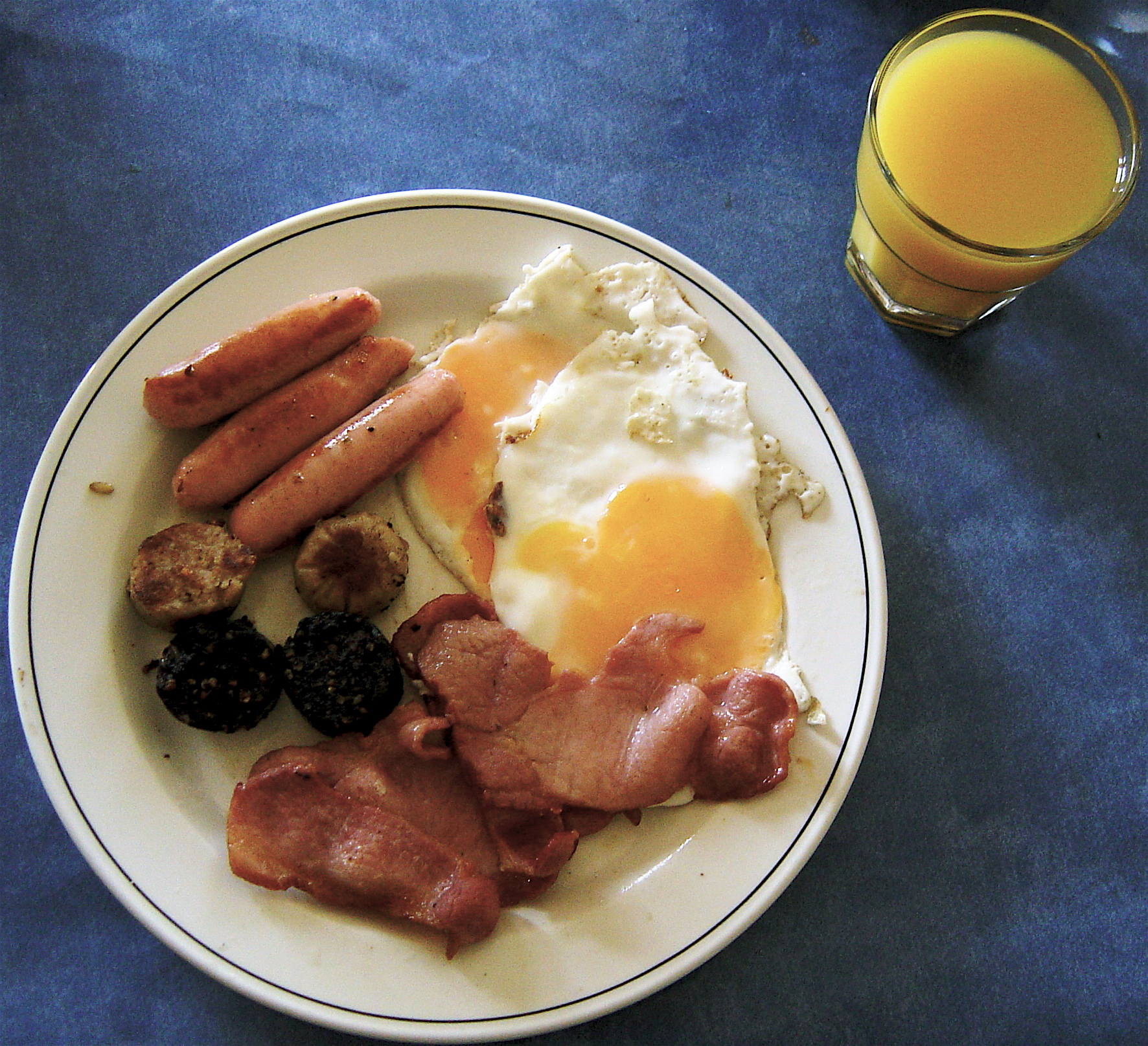
Deux tranches de white pudding sur une assiette de petit déjeuner irlandais.

Le white pudding est un plat de viande populaire en Écosse, en Irlande, dans le Northumberland, en Nouvelle-Écosse et à Terre-Neuve-et-Labrador. Il est très similaire au black pudding mais ne contient pas de sang. Il est fabriqué à base de viande et de gras de porc, de suif, de pain et d’avoine et moulé en forme de grande saucisse. Avant les années 1990, on y ajoutait de la cervelle de mouton en guise d’agent liant. Il ressemble au Hog's pudding, originaire du Devon et des Cornouailles, mais en moins épicé.
Le white pudding peut être cuit entier ou coupé en tranches et grillé. Il est fréquemment servi frit dans les fish and chips écossais, à la place du poisson.